# Defraggler
Defraggler es un software de desfragmentación desarrollado por la empresa informática inglesa Piriform. Defraggler permite a los usuarios desfragmentar archivos individuales o grupos de archivos en la computadora. Defraggler es freemium, por lo que se ofrece de forma gratuita, o pagando para tener acceso a más funciones. 

## Características
Defraggler puede desfragmentar archivos individuales, grupos de archivos o carpetas en particiones de tipo FAT32, NTFS, exFAT o RAID. También muestra la ubicación de estos archivos en la partición especificada. Defraggler tiene también una versión portátil que se puede utilizar desde una unidad flash USB. 
Defraggler se ejecuta en Windows, y tiene soporte desde Windows XP y superiores.

## Historial de versiones
La versión 1.01 de Defraggler incluye soporte de sistemas de 64 bits, desfragmentación de espacio libre, posibilidad de pausar la desfragmentación, capacidad para verificar la unidad, soporte para memorias Flash USB, un algoritmo de desfragmentación más rápido, y numerosas soluciones a bugs y mejoras de la interfaz de usuario. 
La versión 1.02 añade comprobación de actualizaciones, una interfaz con pestañas, y mejora la interfaz de usuario y da soluciones a otros bugs. 
La versión 1.04 añade varios idiomas (incluido el español), mejor manejo de las programaciones de desfragmentación, mejores métodos de análisis y registro, y algunas mejoras de rendimiento y soluciones a bugs.
La versión 1.05 añadió la opción de «mover archivos al final del disco», con el objetivo de agilizar el acceso a archivos pequeños, y que son utilizados más a menudo que archivos grandes, como videos, películas, carpetas comprimidas, etc., y se añadió la opción de guardar las opciones de configuración en un archivo .ini, para todos los usuarios.